# Draksenić
Draksenić (serbisch-kyrillisch Драксенић) ist ein Ort im Nordwesten von Bosnien und Herzegowina und Teil der Verbandsgemeinde Kozarska Dubica (Bosanska Dubica). Sie grenzt im Norden unmittelbar an Kroatien, im Westen an das Stadtgebiet von Dubica sowie im Süden und Osten an weitere Landstriche, welche die Ortschaften Demirovac, Donja Gradina, Međeđa, Klekovci und Gunjevci sowie Teile des Kozara-Gebirges beinhalten.

## Geografie

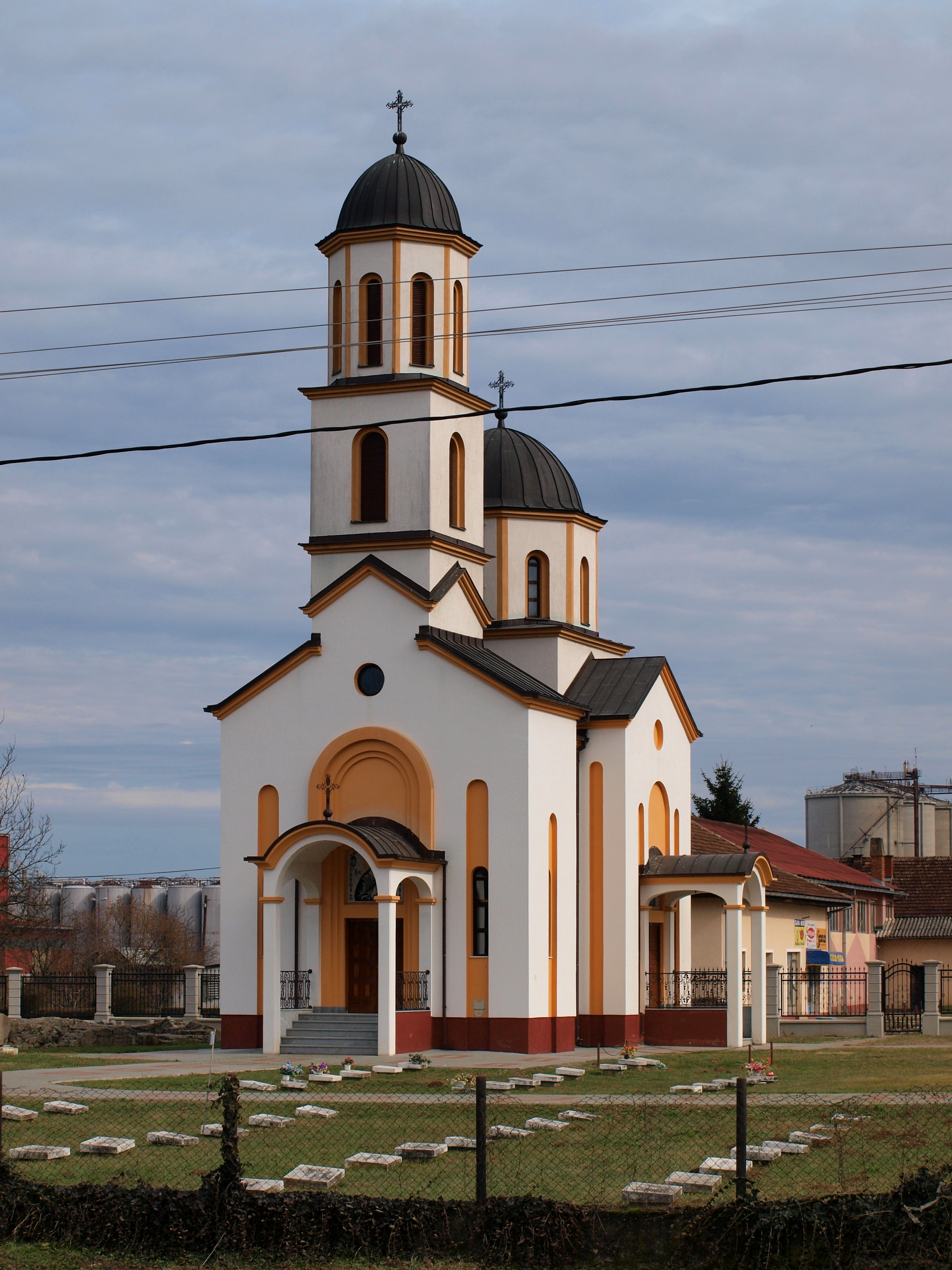
Orthodoxe Kirche in Draksenić

Draksenić ist 42 Kilometer von Prijedor und etwa 90 Kilometer von Banja Luka entfernt. Kleinere Wasserkanäle, welche auch durch Draksenić fließen, münden in die umliegenden Flüsse Una und Save. Die Save bildet in dieser Gegend die natürliche Grenze zu Kroatien.

## Klima
In der Gemeinde Draksenić sind warme und trockene Sommer sowie kalte und niederschlagsreiche Winter üblich.